# グレイヴランド
グレイヴランド(Graveland) は、1992年にポーランドのヴロツワフで結成されたブラックメタルのプロジェクトバンド。

## 略歴
ダーケンのソロプロジェクトとして活動を開始。
1994年、Karcharothが加入。ノー・カラーズ・レコードからThe Celtic Winterをリリース。数か月後、1stアルバムCarpathian Wolvesをリリース。
Carpathian Wolvesの成功により、いくつかの大きなレーベルから注目を浴び、バンドはオーストリアのレーベル・リーサル・レコードと契約。
1995年、このレーベルからリリースされた2ndアルバムThousand Swordsは、多くのファンやシーンのメンバーからバンドの最高傑作として絶賛されるが、数々の人種主義的発言を行ったことで、バンドはレーベルから契約を打ち切られる。ダーケンはレーベルIsengardを立ち上げ、Thousand Swordsをカセットで再発。そのブックレットには、リーサル・レコードと大手レコード会社であるオスモス・プロダクションとニュークリア・ブラストを「"ユダヤの商業的陰謀"の片棒を担いでいる」として非難する声明が掲載されている。しかし、皮肉なことにグレイヴランドの楽曲"Born for War"は、1995年にニュークリア・ブラストのサンプラーNuclear Blast Soundcheck - Series - Volume 2を通して発表されている。その後、当初所属していたNo Colours Recordsに戻っている。
1998年に発表されたアルバムImmortal Prideでは民謡、コナン・ザ・グレートのサウンドトラックからの影響がみられる。

## メンバー

### 現在のメンバー
- ロブ・ダーケン(Vo/Gt/Ba/Drums/Percussion/Key)

### 元メンバー
- Maciej "Capricornus" Dąbrowski(Dr) (1992–1999)
- Grzegorz (aka "Anextiomarus" or "Karcharoth") Jurgielewicz(Ba) (1992–1995)

：2004年に自殺した。

## 音楽的特徴と思想
歌詞の主なテーマは自然とペイガニズム。初期はキーボードを用いたブラックメタルだったが、近年はHammerheart期のバソリーのようなサウンドへと変化している。
「NSBMの代表的なバンド」として見られることが多いが、本人はこれを否定している。ある程度の政治的信念を持つことは否定しないものの、政治という日常的なものから直接インスピレーションを得るのではなく、「神秘的な世界を模索し、我々が生きる意味、つまりは、我々はどこからやってきてどこへ行くのか、その答えを探しているのだ。」という。
また、ブラックメタルバンドとして括られることも拒んでいる。ダーケンは「ブラックメタルはサタニズムと分かち難いほどに強く結び付けられている」としたうえで、「私はキリスト教の一部としてのサタニズムは”サタニズム”として支持することはできないし、キリスト教文化に纏わる全てのものは断固として拒絶する」と語る。

## ディスコグラフィー

### スタジオアルバム
- 1994年　Carpathian Wolves
- 1995年　Thousand Swords
- 1997年　Following the Voice of Blood
- 1998年　Immortal Pride
- 2000年　Creed of Iron/Prawo Stali
- 2002年　Memory and Destiny
- 2003年　The Fire of Awakening
- 2005年　IFire Chariot of Destruction
- 2007年　Will Stronger Than Death
- 2009年　Spears of Heaven
- 2011年　Thunderbolts of the Gods

### EP
- 1994年 The Celtic Winter
- 1999年 Impaler’s Wolves
- 2000年 Raiders of Revenge
- 2001年 Raise Your Sword!
- 2002年 Blood of Heroes
- 2007年 Eastern Hammer
- 2008年 Wotan Mit Mir
- 2010年 Cold Winter Blades
- 2010年 Tribute to the King of Aquilonia

## 外部サイト
- Official website
- Graveland biography @ MusicMight
- Graveland biography @ Allmusic